# Roberto Lombard
Roberto Lombard (Buenos Aires, Argentina; 1932 - Ibídem; 14 de agosto de 2016) fue un actor de cine, teatro y televisión argentino de amplia trayectoria.

## Carrera
En la pantalla grande intervino en dos filmes: El primero en 1956, De noche también se duerme, dirigida por Enrique Carreras, con Ana Mariscal, Roberto Escalada y Olga Zubarry; Y el segundo en 1960 con Chafalonías dirigida por Mario Soffici y principales intérpretes fueron Malvina Pastorino, Eduardo Sandrini, Alberto Bello e Inés Moreno.
En teatro trabajó en el espectáculo teatral Tangolandia, que se presentó en el Teatro Presidente Alvear con Tito Lusiardo, Alba Solís, Juan Carlos Copes y Beba Bidart.
Sus últimas labores teatrales incluyen la obra El conventillo de la Paloma, cuyo elenco estaba formado por los integrantes del Centro de Jubilados Osvaldo Miranda de la Asociación Argentina de Actores y la asistencia de dirección en Crimen Imperfecto con Susana Beltrán, Natacha Nohani y Lelio Lesser, bajo la dirección de Julio Gini.
En teatro trabajó con prestigiosas figuras de la escena nacional como Ariel Absalón, Miguel Bebán, Guillermo Bredeston, Idelma Carlo, Julio De Grazia, Milagros de la Vega, Juan José Edelman, Cirilo Etulain, Mario Giusti, Carlos Perelli, Jorge Rivera López, María Elina Rúas y Jorge Villalba, entre otros.
En sus últimos años residió en la Casa del Teatro y fue activo participante del centro de jubilados del sindicato.
Lombard falleció a los 84 años el 14 de agosto de 2016. Sus restos descansan en el panteón de la Asociación Argentina de Actores del Cementerio de la Chacarita.

## Filmografía
- 1960: Chafalonías.
- 1956: De noche también se duerme.

## Teatro
- El conventillo de la Paloma (2008/2010)
- Presentación en sociedad (1959) con  la compañía de Maruja Gil Quesada y Santiago Gómez Cou.
- Facundo en la ciudadela (1956)
- Tangolandia (1957)